# Giro di Puglia 1979
Il Giro di Puglia 1979, ottava edizione della corsa, si svolse dal 17 al 20 aprile 1979 su un percorso totale di 750,5 km, ripartiti su 4 tappe. La vittoria fu appannaggio del belga Roger De Vlaeminck, che completò il percorso in 18h25'14", precedendo gli italiani Vittorio Algeri e Silvano Contini.

## Tappe
| Tappa  | Data      | Percorso           | km    | Vincitore di tappa | Leader cl. generale |
| ------ | --------- | ------------------ | ----- | ------------------ | ------------------- |
| 1ª     | 17 aprile | ? > ?              | ?     | Roger De Vlaeminck | Roger De Vlaeminck  |
| 2ª     | 18 aprile | Lucera > Noci      | 206   | Roger De Vlaeminck | Roger De Vlaeminck  |
| 3ª     | 19 aprile | ? > ?              | ?     | Roger De Vlaeminck | Roger De Vlaeminck  |
| 4ª     | 20 aprile | ? > Martina Franca | ?     | Walter Polini      | Roger De Vlaeminck  |
| Totale | Totale    | Totale             | 750,5 |                    |                     |

## Dettagli delle tappe

### 1ª tappa
- 17 aprile: ? > ? – ? km

Risultati
| Pos. | Corridore          | Squadra    | Tempo |
| ---- | ------------------ | ---------- | ----- |
| 1    | Roger De Vlaeminck | Gis Gelati | ?     |

| Pos. | Corridore          | Squadra    | Tempo |
| ---- | ------------------ | ---------- | ----- |
| 1    | Roger De Vlaeminck | Gis Gelati | ?     |

### 2ª tappa
- 18 aprile: Lucera > Noci – 206 km

Risultati
| Pos. | Corridore          | Squadra    | Tempo |
| ---- | ------------------ | ---------- | ----- |
| 1    | Roger De Vlaeminck | Gis Gelati | ?     |
| 2    | Giuseppe Saronni   | Scic       | ?     |
| 3    | Dino Porrini       | Mecap      | ?     |

| Pos. | Corridore          | Squadra    | Tempo |
| ---- | ------------------ | ---------- | ----- |
| 1    | Roger De Vlaeminck | Gis Gelati | ?     |

### 3ª tappa
- 19 aprile: ? > ? – ? km

Risultati
| Pos. | Corridore          | Squadra    | Tempo |
| ---- | ------------------ | ---------- | ----- |
| 1    | Roger De Vlaeminck | Gis Gelati | ?     |

| Pos. | Corridore          | Squadra    | Tempo |
| ---- | ------------------ | ---------- | ----- |
| 1    | Roger De Vlaeminck | Gis Gelati | ?     |

### 4ª tappa
- 20 aprile: ? > Martina Franca – ? km

Risultati
| Pos. | Corridore     | Squadra   | Tempo |
| ---- | ------------- | --------- | ----- |
| 1    | Walter Polini | Magniflex | ?     |

## Classifiche finali

### Classifica generale
| Pos. | Corridore          | Squadra                     | Tempo     |
| ---- | ------------------ | --------------------------- | --------- |
| 1    | Roger De Vlaeminck | Gis Gelati                  | 18h25'14" |
| 2    | Vittorio Algeri    | Sapa Assicurazioni-Frontini | ?         |
| 3    | Silvano Contini    | Bianchi-Faema               | ?         |
| 4    | Bernt Johansson    | Magniflex-Famcucine         | ?         |
| 5    | Roberto Visentini  | CBM Fast-Gaggia             | ?         |
| 6    | Bruno Zanoni       | CBM Fast-Gaggia             | ?         |
| 7    | Rik Van Linden     | Bianchi-Faema               | ?         |
| 8    | Pierino Gavazzi    | Zonca-Santini               | ?         |
| 9    | Riccardo Magrini   | Inoxpran                    | ?         |
| 10   | Cesare Cipollini   | Mobili San Giacomo-Benotto  | ?         |